# Austrolimnophila (Austrolimnophila) interjecta
Austrolimnophila (Austrolimnophila) interjecta is een tweevleugelige uit de familie steltmuggen (Limoniidae). De soort komt voor in het Australaziatisch gebied.